# Ка Бардоне (Павија)
Ка Бардоне је насеље у Италији у округу Павија, региону Ломбардија.
Према процени из 2011. у насељу је живело 11 становника. Насеље се налази на надморској висини од 497 м.